# Games Workshop

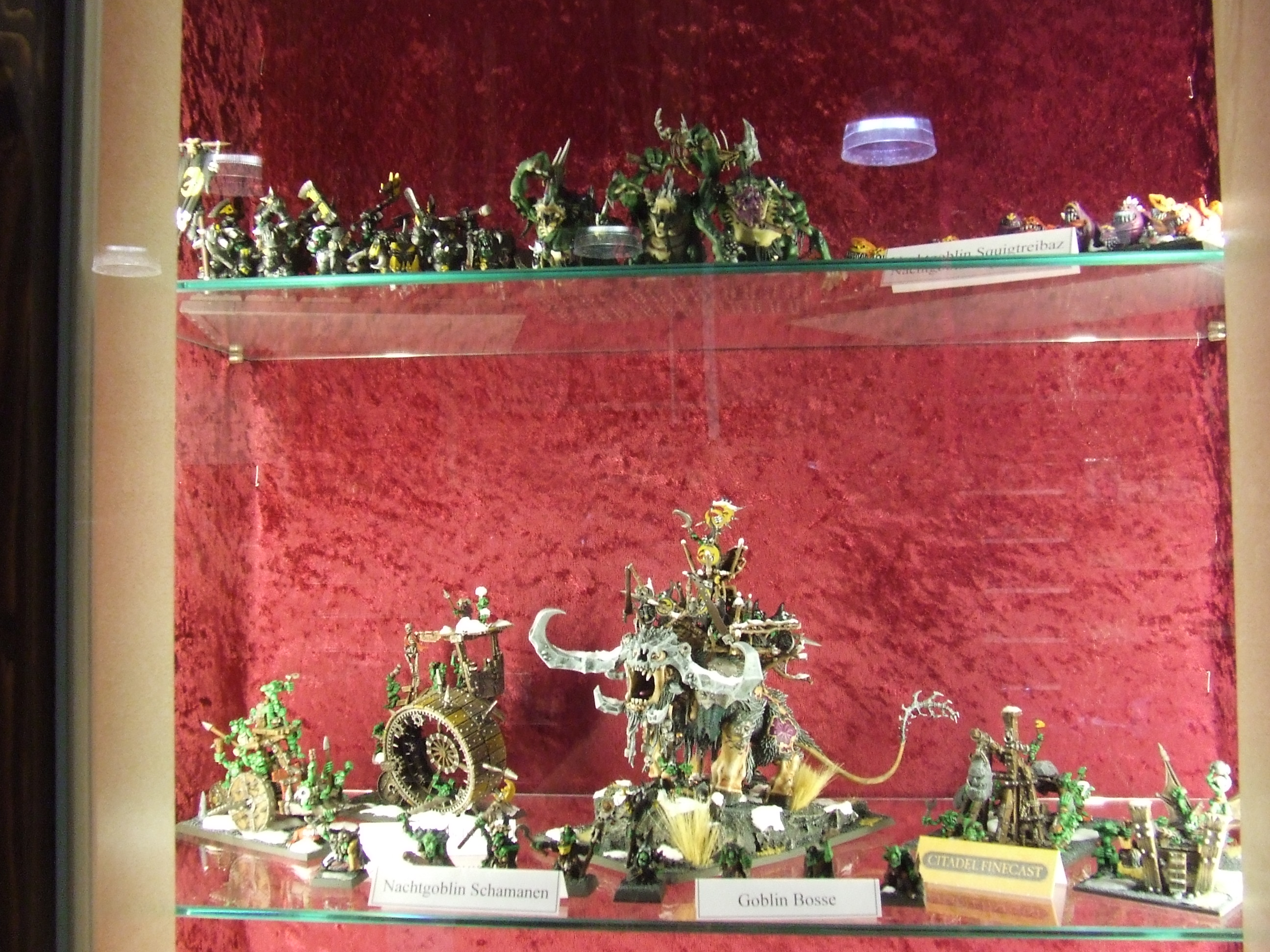
Figurki postaci z gier studia Games Workshop

Games Workshop – brytyjska firma produkująca gry bitewne, m.in. jest twórcą systemu fabularnego Warhammer. Stworzyła gry takie jak Warhammer Fantasy Battle, Warhammer 40,000 a także Lord of the Rings i inne.
Firma posiada 300 własnych sklepów na świecie. Jej produkty można znaleźć także w 4 000 innych punktach sprzedaży.
Tworzy ona wysokiej klasy modele służące do gry bądź kolekcjonowania, serię miesięczników anglojęzycznych White Dwarf oraz podręczniki do gier Warhammer Fantasy Battle, Warhammer 40000 i The Lord of the Rings.
Studio projektowe firmy, Nottingham Design Studio, zatrudnia ponad 100 osób.